# Jean Hillarion
Jean Hillarion (París, 4 de enero de 1891 - Montélimar, 21 de julio de 1926) fue un ciclista francés, que fue profesional entre 1923 y 1926. Sus éxitos más importantes fueron el Circuito de París en 1920 y Paris-Angers en 1924.

## Palmarés
1920
- 1º en el Circuito de París

1922
- 1º en Paris-La Flèche
- 1º en Paris-Bourganeuf

1923
- 1º en París-Arrás Tour
- 1º en Circuit des villes d'eaux d'Auvergne

1924
- 1º en Circuit du Cantal
- 1º en Marsella-Lyon
- 1º en Paris-Angers

1925
- 1º en Paris-Bourganeuf